# Drienov
Drienov (in ungherese Somos) è un comune della Slovacchia facente parte del distretto di Prešov, nella regione omonima.